# Гуго X де Лузиньян
Гуго Х Лузиньян по прозвищу Коричневый (фр. Hugues X de Lusignan le Brun; 1185 — 15 июня 1249, Дамьетта) — сеньор де Лузиньян и граф де Ла Марш с 1219 года, граф д’Ангулем с 1220 года, сеньор де Шато-Ларше с 1223 года, сын Гуго IX де Лузиньяна, графа де Ла Марш, и Матильды (Маго) Ангулемской.

## Биография
Гуго Х был единственным сыном графа Гуго IX де Лузиньяна и Маго Ангулемской. Ещё ребёнком он был отцом обручён с дочерью графа Ангулема Эмара I, Изабеллой. Однако король Англии Иоанн Безземельный похитил его невесту и в 1200 году обвенчался с ней. В ответ на это Лузиньяны обратились с жалобой на Иоанна к королю Франции Филиппу II Августу, который был сюзереном английского короля в его французских владениях. Воспользовавшись тем, что Иоанн не пожелал предстать перед королевским судом ответчиком по делу, Филипп II отнял у англичан Аквитанию.
В 1217 году Гуго Х отправился в Пятый крестовый поход вместе со своим отцом, который погиб при взятии Дамьетты в 1219 году. Став наследником графства Марш, Гуго весной 1220 года женился на своей бывшей невесте, Изабелле Ангулемской, которая к тому времени овдовела и вернулась во Францию.
Поддерживая в последующие годы борьбу французского короля Людовика VIII против английских Плантагенетов, Гуго был главнокомандующим французской армией в Гаскони. Однако в сражениях, где ему противостоял его пасынок, сын Изабеллы и Иоанна Безземельного, Ричард Корнуэльский, Гуго успеха не имел. Тем не менее он получил от Людовика за службу городок Сен-Жан-д'Анжели и часть Ониса. Позднее, под влиянием жены и боясь усиления королевской власти в Аквитании, Гуго Х присоединяется к мятежникам во главе с Пьером Моклерком. Во время крестового похода против альбигойцев, при осаде Авиньона в июле 1226 года Гуго вместе с Моклерком покинул королевскую армию.
После смерти Людовика VIII Гуго, вместе с другими недовольными баронами, выступил против регентства Бланки Кастильской. Однако после перехода на сторону Бланки влиятельного графа Тибо IV Шампанского, он был вынужден в начале 1227 года также подчиниться регентству. Старший сын Гуго был помолвлен с принцессой Изабеллой, а одна из его дочерей — с принцем Альфонсом де Пуатье. За это, впрочем, Гуго был вынужден вернуть короне Сен-Жан-д’Анжели и Онис.
В том же 1227 году Гуго Х вновь присоединился к отрядам Моклерка, однако после ряда сражений он изменил сторону и перешёл в лагерь французского короля — после того, как Моклерк завёл тесные отношения с английским королём. Гуго участвовал во взятии королевскими войсками Клиссона, и за это ему были возвращены ранее принадлежавшие владения в Онисе. Была возобновлена и помолвка его сына с принцессой Изабеллой.
С 1241 года отношения между Гуго Лузиньяном и королевским двором снова ухудшились — после того как Альфонс де Пуатье прибыл в Сомюр как граф Пуату и Гуго Х должен был принести ему оммаж как своему сюзерену. Кроме того, Альфонс расторг брак с дочерью Лузиньяна, женившись на дочери Моклерка. К тому же корона потребовала возвращения от Гуго владений в Онисе, так как свадьба его сына с королевской дочерью также не состоялась. В ответ на это Гуго при помощи своей жены Изабеллы организовал заговор против короля Людовика IX, к которому присоединились его родственники король Англии Генрих III и граф Раймунд VII Тулузский. В начале 1242 года английские войска под руководством Генриха III высадились в Сансе, туда же выступили и отряды Гуго Лузиньяна. Навстречу им двинулась французская армия, состоящая из 4 тысяч рыцарей и 20 тысяч пехоты. В битве при Телленбуре 21 июля 1242 года англичане были разбиты, а на следующий день потерпели поражение и соединившиеся с остатками английской армии отряды Гуго. Король Англии бежал в Гасконь, а Гуго сдался французскому королю. Чтобы заслужить прощение, ему пришлось отказаться от всех спорных земель и передать короне 3 своих замка. В последние годы жизни Гуго оставался верен Людовику IX. Он принял участие в Седьмом крестовом походе и погиб при взятии Дамьетты, как и его отец 30 лет назад.

## Брак и дети
Жена: с 10 марта/22 мая 1220 Изабелла Ангулемская (ок. 1187 — 31 мая 1246), графиня Ангулема с 1202, дочь Эмара I, графа Ангулема, и Алисы де Куртене, вдова короля Англии Иоанна Безземельного. Дети:
- Гуго XI Коричневый (ок. 1221 — 6 апреля 1250), сеньор де Лузиньян и де Куэ и граф де Ла Марш с 1249, граф Ангулема с 1246, граф де Пентьевр (по праву жены) с 1237
- Агнес де Лузиньян (ум. после 7 апреля 1269); муж: ранее 1243 Гильом II де Шавиньи (ум. 3 января 1271), сеньор де Шатору и де Ла Шатр д’Аржентон
- Алиса де Лузиньян (ок. 1224 — после 9 февраля 1256); муж: с августа 1247 Джон де Варенн (ок. августа 1231 — ок. 29 сентября 1304), 6-й граф Суррей
- Ги де Лузиньян (ум. после 18 октября 1281), сеньор де Куш, де Коньяк, д’Аршиак, де Мерпин, де Пейра и де Фронтене с 1243
- Жоффруа де Лузиньян (ум. до марта 1274), сеньор де Жарнак, де Шато-Ларше, де Брюлен, де Шатонёф и де Сен-Эрмин
- Гильом (Уильям) де Валенс (после 1225 — 1294/1296), сеньор де Валенс, де Беллак, де Ранкон и де Шампаньяк, 1-й граф Пембрук с 1247
- Эмар де Валенс (ум. 4  или 25 декабря 1259), епископ Уинчестера с 1250
- Изабелла де Лузиньян (ум. 14 января 1300); 1-й муж: Морис IV (ум. до 27 мая 1250), сеньор де Краон; 2-й муж: с 1251 Жоффруа VI де Ранкон (ум. сентябрь 1263), сеньор де Тайбур, сенешаль Пуату
- Маргарита де Лузиньян (ум. 22 октября 1288); 1-й муж: с 1243 (не был реализован, разв. 25 сентября 1245) Раймунд VII (июль 1197 — 27 сентября 1249), граф Тулузы; 2-й муж: Эмери IX (ум. 11 декабря 1256), виконт де Туар; 3-й муж: Жоффруа (ум. после 1277), сеньор де Шатобриан